# Shaun Bajada
Shaun Pierre Bajada (Sannat, 19 agosto 1983) è un ex calciatore maltese, di ruolo centrocampista.

## Carriera

### Club
Dopo aver giocato per numerose squadre maltesi, dal 2013 gioca con lo Sliema Wanderers.

### Nazionale
Dopo aver militato nell'Under-21, nel 2008 esordisce con la nazionale maggiore.

## Palmarès

### Individuale
- Calciatore maltese dell'anno: 1

2009-2010